# Семья чёрной мафии
Семья чёрной мафии (Black Mafia Family, BMF) — афроамериканский организованный преступный синдикат, занимавшийся незаконным оборотом наркотиков и отмыванием денег в США.
Семья чёрной мафии была основана в 1989 году на юго-западе Детройта братьями Деметриусом «Биг Мич» Фленори и Терри «Саутвест Т» Фленори, и к 2000 году наладила продажу кокаина по всей территории Соединенных Штатов через Лос-Анджелес и напрямую от мексиканских наркокартелей. Семья чёрной мафии действовала из двух основных узлов: один в Атланте, отвечавший за распределение грузов и управляемый Деметриусом Фленори, и один в Лос-Анджелесе, который обрабатывал входящие поставки из Мексики под управлением Терри Фленори.
Семья чёрной мафии под руководством Деметриуса Фленори также участвовала в хип-хоп-бизнесе под названием BMF Entertainment в начале 2000-х в качестве подставной организации для легализации и отмывания денег от продажи кокаина. BMF Entertainment выступала в качестве промоутера нескольких известных хип-хоп-исполнителей и звукозаписывающей компании для своего единственного исполнителя Bleu DaVinci. Деметриус Фленори и Black Mafia Family прославились в хип-хоп-культуре своим экстравагантным образом жизни.
В 2005 году Управление по борьбе с наркотиками (DEA) предъявило обвинения членам Семьи чёрной мафии, в конечном итоге добившись осуждения братьев Фленори, которые были приговорены к 30 годам тюремного заключения. Прокуратура утверждала, что Семья чёрной мафии заработала в ходе своей деятельности более $270 млн.

## Братья Фленори

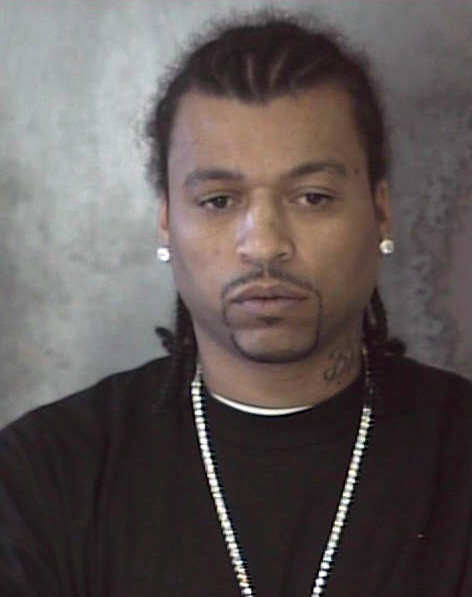
Деметриус «Большой Мич» Фленори в 2005.

Деметриус Эдвард «Большой Мич» Фленори (родился 21 июня 1968 года в Детройте) и его брат Терри П. О. Ли «Саутвест Ти» Фленори (родился 10 января 1970 года в Детройте) начали продавать кокаин на улицах Детройта ещё во время учебы в старшей школе в конце 1980-х. К 2000 году братья Фленори создали крупный преступный синдикат, продававший кокаин в 18 штатах США, включая Алабаму, Калифорнию, Флориду, Джорджию, Кентукки, Луизиану, Мичиган, Миссисипи, Миссури, Северную Каролину, Огайо и Теннесси. По итогам двухлетнего федерального расследования численность организации братьев Фленори была оценена в более чем 500 человек.
Примерно в 2003 году в организации произошёл раскол. Терри Фленори переехал в Лос-Анджелес, где возглавил свою собственную организацию, а Деметриус Фленори остался в главном распределительном центре в Атланте. К тому времени братья сильно поссорились и редко разговаривали друг с другом. Управление по борьбе с наркотиками записало один из разговоров Терри, в котором он жаловался, что Деметриус привлекает к их бизнесу излишнее внимание своими громкими вечеринками. К тому времени, когда против братьев Фленори были выдвинуты обвинения, у правительства было 900 страниц распечатанных стенограмм прослушанных разговоров с телефона Терри за 5-месячный период.
В 2005 году Управление по борьбе с наркотиками (DEA) предъявило обвинения ряду членов Семьи чёрной мафии, в том числе и обоим братьям. В ноябре 2007 года братья признали себя виновными. В сентябре 2008 года оба брата были приговорены к 30 годам тюремного заключения за организацию общенациональной сети торговли кокаином, существовавшей с 2000 по 2005 годы. Деметриус Фленори отбывает наказание в Федеральном исправительном учреждении Шеридана (штат Орегон) и должен быть освобождён 5 мая 2029 года. Терри Фленори был переведён под домашний арест 5 мая 2020 года из-за проблем со здоровьем и усилий Федерального бюро тюрем по освобождению части заключённых, чтобы ограничить распространение пандемии COVID-19 в федеральных тюрьмах. Деметриус Фленори также добивался своего освобождения по тем же правилам; однако федеральный судья отклонил прошение, заявив, что было бы преждевременно санкционировать его освобождение, поскольку тюремное досье показывает, что Деметриус не изменился и продолжает вести себя как наркобарон, а также из-за нарушений, таких как владение камерой, телефоном и оружие, а также употребление наркотиков.

## BMF Entertainment
В начале 2000-х Деметриус Фленори основал BMF Entertainment как агентство по продвижению и звукозаписывающий лейбл хип-хоп-музыки. Известно, что братья Фленори сотрудничали со многими известными хип-хоп исполнителями, включая Diddy, Trina, T.I., Jay-Z, Young Jeezy и Fabolous. BMF Entertainment использовалась наркоторговцами как подставная организация для отмывания денег, полученных продажи кокаина, но также это была попытка создать легальный бизнес и законный источник дохода. Примерно в это же время организация Фленори официально приняла название «Сёмья черной мафии».
В 2005 году альбом World Is BMF's, записанный хип-хоп-музыкантом Bleu Da Vinci, единственного эксклюзивного исполнителя BMF, был номинирован на премию сайта The Source. BMF появлялись в многочисленных андеграундных DVD-журналах о хип-хопе, в первую очередь в нескольких выпусках S.M.A.C.K. и The Come Up. Наиболее заметным стало появление организации на полнометражном DVD, выпущенном журналом The Raw Report, в котором подробно рассказывалось о компании изнутри. DVD был показан в кавер-статье журнала Vibe о BMF в мае 2006 года. BMF Entertainment получила широкое признание диджеев за спродюсированную Soundsmith Productions песню Streets on Lock во главе с партнёром BMF Bleu Da Vinci и с участием Fabolous и Young Jeezy. Позже на сингл был снят видеоклип, но он так и не был выпущен в сеть.
Старший редактор журнала Creative Loafing Мара Шалхоуп написала серию статей из трёх частей о Семье чёрной мафии под названием Hip-Hop's Shadowy Empire, которая стала первым подробным отчётом об организации. В марте 2010 года вышла книга Шалхоуп BMF: The Rise and Fall of Big Meech and the Black Mafia Family.

## В поп-культуре
Джабари Хейс, предполагаемый член BMF, который якобы служил курьером и распространителем, написал книгу Miles in the Life (2009), а также был исполнительным продюсером одноимённого документального фильма 2017 года. В книге, а затем и в фильме Хейс рассказывает о своем воспитании в социальном жилой комплексе в Бруклине с матерью, зависимой от крэка, и о переезде старшеклассником в Сент-Луис, чтобы сбежать от своего окружения, а затем в Атланту, где после окончания колледжа Морхауз он начал работать парковщиком, что в конечном итоге привело к Джабари в BMF.
В 2012 году вышла книга BMF: The Rise and Fall of Big Meech and the Black Mafia Family Мары Шалхоуп, автора первого подробного отчёта о BMF для Creative Loafing в 2006 году.
В том же 2012 году вышел документальный фильм Дона Сикорски BMF: The Rise and Fall of a Hip-Hop Drug Empire, рассказывающий о 15-летнем расследовании, которое привело к одному из крупнейших арестов наркоторговцев в истории США.
В 2021 году на телеканале Starz состоялась премьера криминально-драматического телесериала «Семья чёрной мафии», продюсером которого выступил Кертис «50 Cent» Джексон. Деметриуса Фленори играет его сын, Деметриус «Лил Мич» Фленори-младший.